# Lori, don't go right now
Lori, don't go right now is een single van Al Stewart. Het is de enige single afkomstig van zijn album Russians & Americans. Stewart schreef het nummer samen met toetsenist Peter White.
Het gaat over een gefrustreerde relatie tussen de ik-figuur en vriendin Lori. Zij heeft een geheim waar hij maar niet achter komt. Zodra hij erom vraagt, dreigt zij weg te gaan.
De B-kant is Accident on 3rd Street gaat over een aanrijding van Linda door een vermoedelijk dronken chauffeur. Het kan eigenlijk niemand wat schelen. Stewart verwees in het lied naar Joan Baez ("The kind of guy that even Joan Baez would not feel non-violent towards").
Het plaatje werd vermoedelijk alleen in het Verenigd Koninkrijk uitgegeven en werd geen hit. Lori ontbrak trouwens op de Amerikaanse persing van Russians & Americans.